# Zele nigricornis
Zele nigricornis är en stekelart som först beskrevs av Walker 1871.  Zele nigricornis ingår i släktet Zele och familjen bracksteklar. Inga underarter finns listade i Catalogue of Life.